# Składka ubezpieczeniowa
Składka ubezpieczeniowa – cena usługi ubezpieczeniowej; kwota pieniędzy, jaką ubezpieczający płaci ubezpieczycielowi w zamian za udzieloną przez nią ochronę ubezpieczeniową. Jej wysokość i sposób opłacania stanowią element umowy ubezpieczenia. Wysokość składki uzależniona jest od rodzaju ubezpieczenia, wartości sumy ubezpieczenia, długości jego trwania, a także wieku i stanu zdrowia w momencie zawierania umowy.
Składka powinna być ustalana według kryteriów zawartych w ogólnych warunkach ubezpieczenia. Składkę można wpłacić w całości jednorazowo w chwili zawarcia umowy ubezpieczenia (charakterystyczne dla ubezpieczeń krótkookresowych, tj. w większości ubezpieczeń majątkowych) lub rozłożyć ją na raty w cyklu rocznym, kwartalnym lub miesięcznym.